# La Victoria kommun, Amazonas
La Victoria är en corregimientos departamentale i Colombia.   Den ligger i departementet Amazonas, i den sydöstra delen av landet, 600 km sydost om huvudstaden Bogotá. Antalet invånare är 979.